# Nagypapmező
Nagypapmező  (Câmpani de Pomezeu), település Romániában, a Partiumban, Bihar megyében.

## Fekvése
A Király-erdő alatt, a Vida-patak mellett, Belényestől északra, Papmezővalány északi szomszédjában fekvő település.

## Története
Nagypapmező-ről, Papmezőről az első írott adatok a 15. századból, 1492-ből valók. Ekkor említette Papmezeye néven először egy oklevél. A falu azonban már valószínűleg előbb is fennállt, mivel a határában álló romok között még a 18. században is látható volt az 1446-os évszám egy régről fennmaradt torony egyik kövén. A rommaradványok, nagyobb szabású, várszerűen megerősített monostor alakját mutatták, melyekről az volt a feltevés, hogy itt terült el egykor Szent-Benedek községe, melynek megerősített monostorából maradtak fenn ezek a romok.
Az egykor a Thelekdyek birtokában levő várkastélyáról már a 16. századból való oklevelek is megemlékeztek.
1503-ban Thelegdy István új adománylevelet eszközölt ki Papmezőre a királytól.
1648-ban itt temették el Kornis Zsigmondot, I. Rákóczi György egyik kedves emberét is.
1660 -ban Papmező is török kézre jutott.
A 19. század elején Bázel József, a 20. század elején pedig Erdélyi János birtoka volt.
1851-ben Fényes Elek írta a településről:
Papmező-Kimpány, Bihar vármegyében, hegyes vidéken, 505 óhitü lakossal, anyatemplommal. Van itt 384 hold urbéri szántó, 128 hhold rét., 120 hold legelő; majorság 200 hold az erdőt is
beleértve. Birja gróf Porcia Otto.
1910-ben 765 lakosából 15 magyar, 10 német, 740 román volt. Ebből 740 görögkeleti ortodox, 11 izraelita volt.
A trianoni békeszerződés előtt Bihar vármegye Magyarcsékei járásához tartozott.

## Nevezetességek
- Görög keleti temploma – 1899-ben épült.